# Чёрный Калтан
Чёрный Калтан — упразднённый в 2025 году посёлок в Новокузнецком районе Кемеровской области. Входил в состав Центрального сельского поселения.

## География
Расположен на реке Чёрный Калтанчик.
Центральная часть населённого пункта расположена на высоте 313 метров над уровнем моря.

## Население
| 2010 |
| ---- |
| 2    |

По данным Всероссийской переписи населения 2010 года, в посёлке Чёрный Калтан проживает 2 человека (1 мужчина, 1 женщина).

## История
До 2013 года входил в Орловское сельское поселение. После его упразднения — в составе Центрального сельского поселения.
Исключен из учётных данных в 2025 году.